# Chirurgie trans-sphénoïdale
La chirurgie trans-sphénoïdale est un type de chirurgie dans lequel un endoscope ou des instruments chirurgicaux sont insérés dans une partie du cerveau en passant par le nez et l'os sphénoïde (un os en forme de papillon formant la partie antérieure inférieure de la boite crânienne) dans la cavité du sinus sphénoïdal. La chirurgie trans-sphénoïdale est utilisée pour éliminer les tumeurs de l'hypophyse — de telles tumeurs, bien qu'à l'intérieur du crâne, sont à l'extérieur du cerveau lui-même.

## Histoire
L'abord chirurgical trans-sphénoïdal a été tenté pour la première fois par Hermann Schloffer en 1907. L'utilisation de cette intervention s'est développée dans les années 1950 et 1960 avec l'introduction de la fluoroscopie peropératoire et du microscope opératoire.